# 懷特斯通鎮區 (北達科他州迪基縣)
懷特斯通鎮區（英語：Whitestone Township）是位於美國北達科他州迪基縣的一個鎮區。

## 地方資料
懷特斯通鎮區的面積為94.59平方千米，當中陸地面積為93.68平方千米，而水域面積為0.91平方千米。根據2020年美國人口普查的數據，當地共有人口23人，而人口密度為每平方千米0.24人。